# Sweet Baby (film 1926)
Sweet Baby è un cortometraggio muto del 1926 diretto da Hugh Fay che aveva come interprete Wallace Lupino, attore britannico appartenente a una nota famiglia di teatranti, molto popolari nel Regno Unito.

## Produzione
Il film fu prodotto dalla Cameo Comedies (Jack White).

## Distribuzione
Distribuito dalla Educational Film Exchanges, il film - un cortometraggio in una bobina - uscì nelle sale cinematografiche USA il 5 dicembre 1926.